# Babah Krueng (Sawang)
Babah Krueng is een bestuurslaag in het regentschap Aceh Utara van de provincie Atjeh, Indonesië. Babah Krueng telt 1117 inwoners (volkstelling 2010).